# Luciano Burti
Luciano Pucci Burti (São Paulo, 1975. március 5.) brazil autóversenyző. 2000-ben és 2001-ben a Formula–1-es világbajnokság több versenyén szerepelt, majd a Scuderia Ferrari tesztpilótája volt 2004-ig. Jelenleg a Stock Car Brasil-sorozat futamain indul.

## Pályafutása
1998-ban és 1999-ben a brit Formula–3-as bajnokságban versenyzett. Az 1999-es szezonban másodikként zárt Marc Hynes mögött.
1999-ben a Stewart, majd 2000-ben a Jaguar-istálló Formula–1-es tesztpilótája volt. A 2000-es szezon egy versenyén is lehetőséget kapott; Eddie Irvine-t helyettesítette az osztrák nagydíjon. A futamot tizenegyedikként zárta, két körös hátrányban a győztes Mika Häkkinen mögött. A 2001-es szezont Irvine csapattársaként kezdte meg a csapatnál. Négy versenyt töltött a Jagurnál, majd a Prost Grand Prix-hez került, ahol további tíz futamot teljesített. Pontot egy alkalommal sem szerzett. A belga nagydíjon súlyos balesetet szenvedett, és ki kellett hagynia az utolsó három versenyt. A következő évre a Ferrari-istálló tesztpilótája lett, ezt a szerepet 2004-ig töltötte be a csapatnál.
2005-től újra hazájában versenyez, állandó résztvevője a Stock Car Brasil-sorozatnak.

## Eredményei

### Teljes Formula–1-es eredménysorozata
(Táblázat értelmezése)

(Félkövér: pole-pozícióból indult; dőlt: leggyorsabb kört futott) 

| Év   | Csapat           | Modell     | Motor            | 1     | 2      | 3      | 4      | 5      | 6      | 7      | 8     | 9      | 10     | 11     | 12     | 13     | 14     | 15  | 16  | 17  | Helyezés | Pontszám |
| ---- | ---------------- | ---------- | ---------------- | ----- | ------ | ------ | ------ | ------ | ------ | ------ | ----- | ------ | ------ | ------ | ------ | ------ | ------ | --- | --- | --- | -------- | -------- |
| 2000 | Jaguar Racing    | Jaguar R1  | Cosworth CR2 V10 | AUS   | BRA    | SMR    | GBR    | ESP    | EUR    | MON    | CAN   | FRA    | AUT 11 | GER    | HUN    | BEL    | ITA    | USA | JPN | MAL | 23.      | 0        |
| 2001 | Jaguar Racing    | Jaguar R2  | Cosworth CR3 V10 | AUS 8 | MAL 10 | BRA Ki | SMR 11 |        |        |        |       |        |        |        |        |        |        |     |     |     | 20.      | 0        |
| 2001 | Prost Grand Prix | Prost AP04 | Acer V10         |       |        |        |        | ESP 11 | AUT 11 | MON Ki | CAN 8 | EUR 12 | FRA 10 | GBR Ki | GER Ki | HUN Ki | BEL Ki | ITA | USA | JPN | 20.      | 0        |

### Teljes eredménysorozata a Stock Car Brasil-sorozatban
(Táblázat értelmezése)

(Félkövér: pole-pozícióból indult; dőlt: leggyorsabb kört futott) 

| Év   | Csapat               | Autó             | 1      | 2      | 3      | 4       | 5      | 6      | 7      | 8      | 9      | 10     | 11      | 12     | Helyezés | Pont |
| ---- | -------------------- | ---------------- | ------ | ------ | ------ | ------- | ------ | ------ | ------ | ------ | ------ | ------ | ------- | ------ | -------- | ---- |
| 2005 | Action Power         | Chevrolet Astra  | SAO 3  | CTB Ki | RIO 7  | SAO 6   | CTB Ki | LON 6  | BSB Ki | SCZ Ki | TAR Ki | BAs 3  | RIO 8   | SAO 6  | 5.       | 79   |
| 2006 | Action Power         | Volkswagen Bora  | SAO Ki | CTB 17 | CGD 19 | SAO 20  | LON 14 | CTB 17 | SCZ 24 | BSB 23 | TAR Ki | BAs 3  | RIO Kiz | SAO 23 | 25.      | 18   |
| 2007 | Action Power         | Volkswagen Bora  | SAO 14 | CTB 7  | CGD 9  | SAO Ki  | LON Ki | SCZ 2  | CTB 21 | BSB 24 | BAs 27 | TAR 9  | RIO Ki  | SAO Ki | 17.      | 45   |
| 2008 | Action Power         | Peugeot 307      | SAO Ki | BSB 11 | CTB 15 | SCZ Kiz | CGD 6  | SAO Ki | RIO 2  | LON 29 | CTB 21 | BSB 15 | TAR 7   | SAO 8  | 12.      | 54   |
| 2009 | Boettger Competições | Chevrolet Vectra | SAO Ki | CTB 15 | BSB 8  | SCZ 11  | SAO 2  | SAL 4  | RIO 13 | CGD 8  | CTB 8  | BSB 7  | TAR 1   | SAO 7  | 5.       | 257  |

## Fordítás
- Ez a szócikk részben vagy egészben  a   Luciano Burti című angol Wikipédia-szócikk fordításán alapul.  Az eredeti cikk szerkesztőit annak laptörténete sorolja fel. Ez a jelzés csupán a megfogalmazás eredetét és a szerzői jogokat jelzi, nem szolgál a cikkben szereplő információk forrásmegjelöléseként.

## Külső hivatkozások
- Hivatalos honlapja (portugálul)
- Profilja a grandprix.com honlapon (angolul)
- Profilja a statsf1.com honlapon (angolul)
- Profilja a driverdatabase.com honlapon (angolul)